# Fiume Cangrejal
Il Cangrejal è un fiume del nord dell'Honduras che scorre lungo i margini della foresta tropicale del parco nazionale di Pico Bonito, vicino a La Ceiba, e ne segna il confine orientale. Sfocia nel mar dei Caraibi.

## Affluenti
Ha 3 affluenti: rio Viejo, rio Blanco e rio Yaruca, ed è lungo circa 25 km. È particolarmente adatto al rafting e ai kayak perché è abbastanza in pendenza e ricco di rapide.

## Etimologia
Il suo nome deriva dalla parola spagnola Cangrejo che significa "granchio" perché un tempo il fiume ne era ricco, soprattutto alla foce, ma ora non più a causa dell'inquinamento.